# Lionel Caero
Lionel Caero, född 7 februari 1951, död november 2014, var en friidrottare från Bolivia. Han deltog vid olympiska sommarspelen 1972.